# Piet Van Duppen
Piet Van Duppen, auch Pieter Van Duppen, (* 1959)  ist ein belgischer Physiker (experimentelle Kernphysik) und Hochschullehrer an der Katholischen Universität Löwen.
Piet van Duppen studierte an der Katholischen Universität Löwen und ist dort Professor am Institut für Kern- und Strahlungsphysik.
2020 erhielt er den Lise-Meitner-Preis mit Klaus Blaum und Björn Jonson für Experimente an ISOLDE am CERN. Van Duppen wurde insbesondere für den Nachbeschleuniger REX-ISOLDE (REX für radioactive ion beam experiment) geehrt, für den er nach der Laudatio in Löwen die Grundlagen legte. Vorschläge für die Anlage stammen von 1995, erste Messungen erfolgten 2002. Beschleunigt wird auf rund 3 MeV pro atomare Masseneinheit. Damit untersuchte er unter anderem Coulombanregungen und Transferreaktionen, wobei als Detektor ein Miniball genanntes Gammaspektrometer mit Germanium-Einkristallen zum Einsatz kommt.